# Grigore Grigoriu
Grigore Petru Grigoriu (ur. 4 kwietnia 1941, zm. 20 grudnia 2003) – mołdawski i radziecki aktor filmowy. Zasłużony Artysta Mołdawskiej SRR.

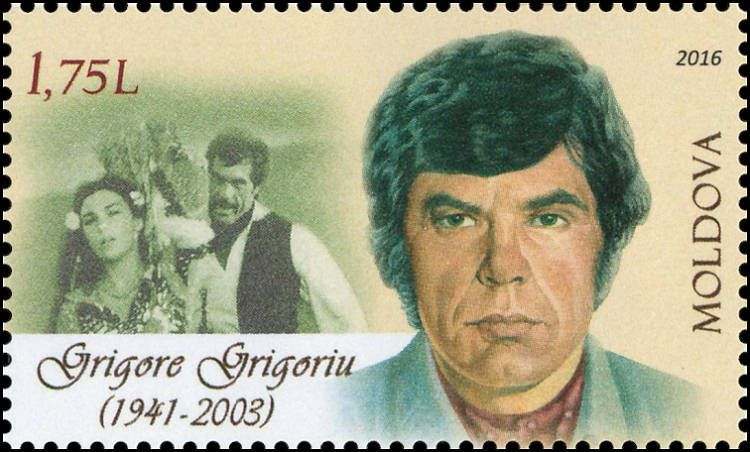
Podobizna aktora na znaczku pocztowym Mołdawii z 2016 roku

## Wybrana filmografia
- 1966: Czerwone połoniny
- 1975: Tabor wędruje do nieba jako Łojko Zobar